# Caraíva
Caraíva is een klein vissersdorp in het zuiden van de deelstaat Bahia in Brazilië. Het ligt op ongeveer 70 kilometer van Porto Seguro en op ongeveer 20 kilometer van Trancoso. Caraíva is tot vandaag de dag een van Bahia's best bewaarde vissersdorpjes. De straten bestaan nog uit zand en pas recentelijk is er elektriciteit aangelegd. In het dorp zijn enkele hotels of pousadas.

## Bezienswaardigheden
De belangrijkste trekpleister van Caraíva zijn de halfverlaten witte stranden. Ten noorden van de stad liggen de stranden van Espelho en Curuipe, waar de lokale vissers in hun karakteristieke bootjes op zee varen. Juist buiten de stad ligt een indianenreservaat.